# Agapornithinae
Agapornithinae са подсемейство папагалови птици от разред Папагалоподобни (Psittaciformes).

## Разпространение
Разпространени са в Азия и Африка.

## Описание
Характеризират се с малките си размери.

## Родове
- Agapornis – неразделки
- Bolbopsittacus – Филипински дебелоклюни папагали
- Loriculus – висящи папагали